# Borszörcsök
Borszörcsök község Veszprém vármegyében, a Devecseri járásban.

## Fekvése

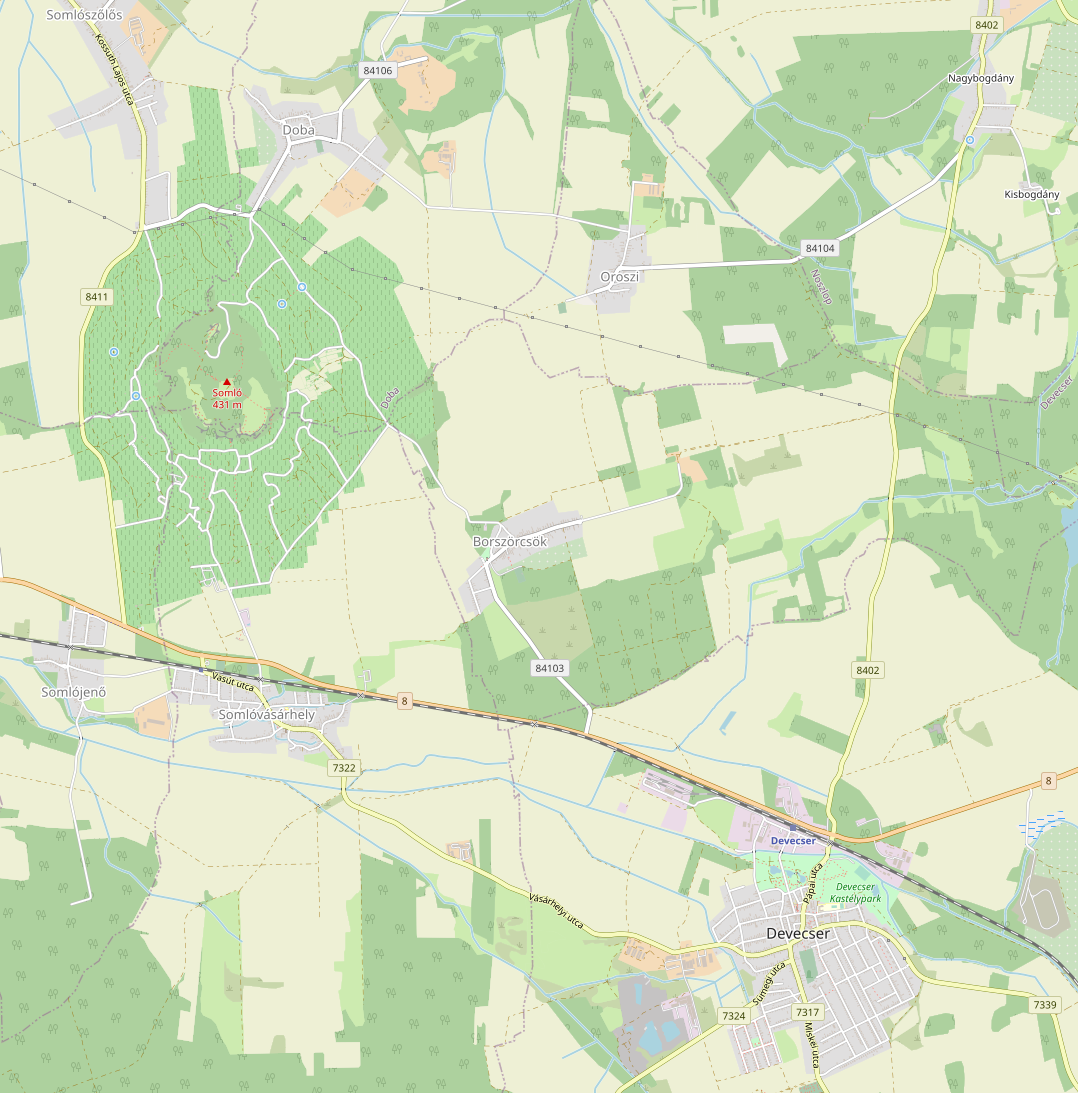
A község környékének térképe

Devecsertől 5 kilométerre északnyugatra, a Somlótól délkeletre fekszik. Zsáktelepülésnek tekinthető, közúton ugyanis csak egy irányból, a 8-as főútról Devecser északnyugati határszéle közelében kiágazó 84 103-as számú mellékúton érhető el. Közigazgatási területének keleti részén áthalad ugyan a 8402-es út is, de lakott területeit nem érinti, egy földutat leszámítva közúti kapcsolat sincs az út és a falu között.

## Története
Borszörcsök Árpád-kori település. Nevét már 1288-ban említették az oklevelek Zurchuk néven.
1299-ben és 1317-ben a királynői birtok volt, ekkor Bors fibius Blasii de Zurchuk néven volt említve.
A falu lakosainak megélhetését egykor nagyrészt a szőlőművelés jelentette. Az 1700-as évek végének összeírásai szerint tisztán nemesi hely volt.
A falu határát a jobbágyfelszabadítás után felerészben még erdő borította, de ennek aránya a későbbiekben fokozatosan megváltozott.
A 20. század elején Veszprém vármegye devecseri járásához tartozott.
1910-ben 901 lakosából 897 magyarnak, 4 németnek vallotta magát. Ebből 891 római katolikus, 8 izraelita volt.

## Közélete

### Polgármesterei
- 1990–1994: Ughy Vilmos (független)[3]
- 1994–1998: Ughy Vilmos (független)[4]
- 1998–2002: Ughy Vilmos (független)[5]
- 2002–2006: Modori László József (független)[6]
- 2006–2010: Modori László József (független)[7]
- 2010–2014: Modori László József[8]
- 2014–2019: Modori László József (független)[9]
- 2019–2022: Modori László József (független)[10]
- 2022–2024: Modori László (független)[11]
- 2024– : Modori László (független)[1]

A településen 2022. szeptember 11-én időközi polgármester-választást (és képviselő-testületi választást) kellett tartani, mert a korábbi képviselő-testület 2022. június 9-én feloszlatta magát.

## Népesség
A település népességének változása:
| Lakosok száma | 386  | 379  | 360  | 357  | 338  | 353  | 368  |
|               | 2013 | 2014 | 2015 | 2021 | 2022 | 2023 | 2024 |

A 2011-es népszámlálás idején a lakosok 95,8%-a magyarnak, 17,4% cigánynak mondta magát (4,2% nem nyilatkozott; a kettős identitások miatt az végösszeg nagyobb lehet 100%-nál). A vallási megoszlás a következő volt: római katolikus 80,5%, református 1,8%, evangélikus 2,4%, görögkatolikus 0,5%, felekezeten kívüli 2,6% (9,2% nem nyilatkozott).
2022-ben a lakosság 91,4%-a vallotta magát magyarnak, 9,8% cigánynak, 0,3% ukránnak, 0,3% lengyelnek, 0,3% németnek, 0,6% egyéb, nem hazai nemzetiségűnek (8,6% nem nyilatkozott; a kettős identitások miatt a végösszeg nagyobb lehet 100%-nál). Vallásuk szerint 52,4% volt római katolikus, 1,2% református, 1,2% evangélikus, 0,3% görög katolikus, 2,1% egyéb katolikus, 6,2% felekezeten kívüli (36,7% nem válaszolt).

## Híres személyek
- Itt született 1850-ben Orel Géza pénzügyi igazgatóhelyettes, miniszteri tanácsos, költő.

## Nevezetességei
- Római katolikus temploma - A Becket Szent Tamás tiszteletére felszentelt középkori templomát a törökök lerombolták. Jelenlegi templomát, ennek helyén építették fel Szent Anna tiszteletére felszentelve.